# 张南高速公路
张家界－南充高速公路，简称张南高速，是国家高速公路网南北干线中联络线的一条，由湖南张家界至四川南充，线路主要经过以下地区：张家界－来凤－黔江－石柱－忠县－梁平－大竹－营山－南充。

### 湖北境

张南高速湖北段

## 路段

### 湖南境
部分通车。

### 重庆境

#### 渝鄂界至黔江段
黔恩高速公路重庆段起于黔江以西白家坝，止于黔江舟白石门坎与湖北交界，全长约20.4公里。该项目由重庆高速集团采用施工总承包模式投资建设，项目概算投资约25.7亿元。全线设黔恩枢纽互通和黔江北互通两处互通立交，设两个收费站，分别为黔江北收费站和黔江主线收费站。项目采用双向四车道高速公路标准，设计时速80公里/小时，于2015年12月30日14时通车。

#### 黔江至石柱段
黔石高速公路，全长86公里，总投资124.6亿元，双向四车道，设计时速80公里，起于石忠高速三店互通，途经石柱县南宾镇、马武镇、彭水县连湖镇、黔江区石会镇、册山社区，接渝湘高速公路，线路于2015年12月30日正式开工，预计2020年通车。

#### 石柱至忠县段
黔恩高速公路石柱（三店互通）至忠县（古城寨互通）段与  石忠高速共线。

#### 忠县至梁平（川渝界）
梁忠高速公路起于梁平县碧山镇，止于忠县拔山镇，全长71.6公里，经梁平县碧山、袁驿、七星、竹山、礼让、仁贤、金带、和林、铁门9个乡镇（街道）以及忠县金鸡、马灌、拔山3个乡镇，为双向四车道高速公路，设计时速80公里/小时。全线设礼让服务区1处，铁门开放式停车区1处，梁平、袁驿、梁平西、铁门、金鸡、马灌、拔山收费站7座，于2016年12月9日正式通车运营。

### 四川境
张南高速四川段为南大梁高速公路，本线路全长142.76公里，项目概算投资107.64亿元，建设工期5年（仅华蓥山、铜锣山两隧道为5年，其余路段为3年），双向4车道，设计时速为80公里/小时，已于2017年1月12日全线通车。起于南充市高坪区南充至广安高速公路谭家沟，经蓬安、营山、渠县及大竹，止于大竹县石桥铺镇川渝界，与重庆梁平至忠县高速公路相接。
建设历程
- 2013年12月28日，南大梁高速公路南充至渠县段正式建成通车，共设置高坪东、蓬安利溪、蓬安、营山、营山小桥、渠县静边、渠县7个匝道收费站。
- 2014年2月15日，南（充）大（竹）梁（平）高速公路南充到渠县段按经营性收费公路试行收取车辆通行费，一类车（含7座以下的轿车）全程收费52元。
- 2015年12月11日，南（充）大（竹）梁（平）高速公路大竹月华至杨家段（约34公里）建成通车，开通了大竹杨家站、月华站2个收费站。由于全长8.1公里的华蓥山隧道还在施工当中，目前南大梁高速大竹和渠县之间还无法直接通行。
- 2016年4月28日，南大梁高速仅剩的关键节点——华蓥山特长隧道贯通[8]。隧道贯通后，将进行通风竖井施工、洞内机电安装等后续工程建设，2016年底前可通车。
- 2017年1月13日，南大梁高速全线通车[9]。此次通车的华蓥山特长隧道全长8.15公里，华蓥山隧道通车后，从渠县到大竹不用再翻山，直接穿隧道而过，可节约半小时到40分钟。通车初期从渠县至大竹段（川渝交界段）暂免收费，其余路段按以往正常路段执行。

## 互通枢纽及服务设施列表
| 地区                                                                                         | 里程                              | 类型                                       | 名称             | 连接                        | 说明                     |
| 接 长张高速                                                                                  | 接 长张高速                       | 接 长张高速                                | 接 长张高速      | 接 长张高速                 | 接 长张高速              |
| -------------------------------------------------------------------------------------------- | --------------------------------- | ------------------------------------------ | ---------------- | --------------------------- | ------------------------ |
| 湖南省 张家界市 永定区                                                                       |                                   | 出入口                                     | 张家界           | 科技大道、永定大道          | 与S10共线段起点          |
| 湖南省 张家界市 永定区                                                                       |                                   | 停车场 · 加油设施 · 修车站 · 餐厅          | 张家界服务区     | 张家界服务区                |                          |
| 湖南省 张家界市 永定区                                                                       |                                   | 出入口                                     | 张家界西         | 子午路 353国道              |                          |
| 湖南省 张家界市 永定区                                                                       |                                   | 枢纽                                       | 张家界永定互通   | 张花高速                    | 与S10共线段终点          |
| 湖南省 张家界市 永定区                                                                       |                                   | 出入口                                     | 教字垭           | 353国道 杨家界大道          |                          |
| 湖南省 张家界市 永定区                                                                       |                                   | 停车场 · 加油设施 · 修车站 · 餐厅          | 张家界永定服务区 | 张家界永定服务区            |                          |
| 湖南省 张家界市 桑植县                                                                       |                                   | 出入口                                     | 桑植东           | 桑植东                      |                          |
| 湖南省 张家界市 桑植县                                                                       |                                   | 出入口                                     | 桑植西           | 305省道                     |                          |
| 桑植-来凤段规划中                                                                            |                                   |                                            |                  |                             |                          |
| 湖北省 恩施土家族苗族自治州 宣恩县                                                           |                                   | 枢纽                                       |                  | 安来高速                    |                          |
| 湖北省 恩施土家族苗族自治州 来凤县                                                           |                                   | 出入口                                     |                  | 242国道                     |                          |
| 湖北省 恩施土家族苗族自治州 咸丰县                                                           |                                   | 出入口 · 停车场 · 加油设施 · 修车站 · 餐厅 | 忠堡 忠堡服务区  | 忠堡 忠堡服务区             |                          |
| 湖北省 恩施土家族苗族自治州 咸丰县                                                           |                                   | 枢纽                                       |                  | 宣咸高速                    |                          |
| 湖北省 恩施土家族苗族自治州 咸丰县                                                           |                                   | 出入口                                     | 咸丰西           | 232省道                     |                          |
| 鄂渝界                                                                                       |                                   | 地界                                       | 鄂渝界           | 鄂渝界                      |                          |
| 重庆市 黔江区                                                                                |                                   | 停车场 · 加油设施 · 修车站 · 餐厅          | 黔江舟白服务区   | 黔江舟白服务区              |                          |
| 重庆市 黔江区                                                                                |                                   | 枢纽 · 出入口                              | 黔江北           | 渝湘高速联络线 武陵大道北段 |                          |
| 重庆市 黔江区                                                                                |                                   | 枢纽                                       | 黔恩枢纽         | 包茂高速                    | 与G65共线段起点          |
| 重庆市 黔江区                                                                                |                                   | 出入口                                     | 黔江西           | 迎宾大道                    |                          |
| 重庆市 黔江区                                                                                |                                   | 枢纽                                       | 册山枢纽         | 包茂高速                    | 与G65共线段终点          |
| 重庆市 黔江区                                                                                |                                   | 出入口                                     | 石会             | 黔石路                      |                          |
| 重庆市 黔江区                                                                                |                                   | 停车场 · 加油设施 · 修车站 · 餐厅          | 黑溪服务区       | 黑溪服务区                  |                          |
| 重庆市 黔江区                                                                                |                                   | 出入口                                     | 黑溪             | 黔石路                      |                          |
| 重庆市 彭水苗族土家族自治县                                                                  |                                   | 出入口                                     | 连湖             | 连湖                        |                          |
| 重庆市 石柱土家族自治县                                                                      |                                   | 出入口                                     | 马武坝           | 202省道                     |                          |
| 重庆市 石柱土家族自治县                                                                      | 停车场 · 加油设施 · 修车站 · 餐厅 |                                            |                  |                             |                          |
| 重庆市 石柱土家族自治县                                                                      |                                   | 出入口                                     | 龙潭河           | 漆都路                      |                          |
| 重庆市 石柱土家族自治县                                                                      |                                   | 出入口                                     | 六塘             | Y024乡道                    | 张家界方向入，南充方向出 |
| 重庆市 石柱土家族自治县                                                                      |                                   | 枢纽                                       | 三店枢纽         | 沪渝高速                    | 与G50共线段起点          |
| 重庆市 石柱土家族自治县                                                                      |                                   | 枢纽 · 出入口                              | 石柱             | 石渝高速 351国道 悦川路     |                          |
| 重庆市 石柱土家族自治县                                                                      |                                   | 出入口                                     | 大歇             | 211国道                     |                          |
| 重庆市 忠县                                                                                  |                                   | 出入口                                     | 磨子             | 403省道                     |                          |
| 重庆市 忠县                                                                                  |                                   | 枢纽                                       | 罗家湾互通       | 银百高速                    |                          |
| 重庆市 忠县                                                                                  |                                   | 出入口 · 停车场 · 加油设施 · 修车站 · 餐厅 | 忠州服务区 普乐  | 金山大道、忠信大道          |                          |
| 重庆市 忠县                                                                                  |                                   | 河流 · 桥梁                                | 忠州长江大桥     | 忠州长江大桥                |                          |
| 重庆市 忠县                                                                                  |                                   | 出入口                                     | 忠县             | 348国道                     |                          |
| 重庆市 忠县                                                                                  |                                   | 出入口                                     | 白石             | XC77县道                    |                          |
| 重庆市 忠县                                                                                  |                                   | 出入口                                     | 永丰             | Y036乡道                    |                          |
| 重庆市 忠县                                                                                  |                                   | 枢纽                                       | 古城寨互通       | 沪渝高速                    | 与G50共线段终点          |
| 重庆市 忠县                                                                                  |                                   | 出入口                                     | 拔山             | 350国道                     |                          |
| 重庆市 忠县                                                                                  |                                   | 出入口                                     | 马灌             | Y022 官塘街                 |                          |
| 重庆市 忠县                                                                                  |                                   | 出入口                                     | 金鸡             | 金鸡                        |                          |
| 重庆市 梁平区                                                                                |                                   | 出入口 · 停车场 · 加油设施 · 修车站 · 餐厅 | 铁门 铁门服务区  | 铁门 铁门服务区             |                          |
| 重庆市 梁平区                                                                                |                                   | 枢纽                                       | 仁和互通         | 沪蓉高速                    |                          |
| 重庆市 梁平区                                                                                |                                   | 出入口                                     | 梁平西           | 243国道 318国道             |                          |
| 重庆市 梁平区                                                                                |                                   | 停车场 · 加油设施 · 修车站 · 餐厅          | 礼让服务区       | 礼让服务区                  |                          |
| 重庆市 梁平区                                                                                |                                   | 出入口                                     | 袁驿             | 318国道 六合园街            |                          |
| 渝川界                                                                                       |                                   | 地界                                       | 渝川界           | 渝川界                      |                          |
| 四川省 达州市 大竹县                                                                         |                                   | 停车场 · 加油设施 · 修车站 · 餐厅          | 大竹服务区       | 大竹服务区                  |                          |
| 四川省 达州市 大竹县                                                                         |                                   | 出入口                                     | 大竹石桥铺       | 大竹石桥铺                  |                          |
| 四川省 达州市 大竹县                                                                         |                                   | 出入口                                     | 大竹月华         | 210国道                     |                          |
| 四川省 达州市 大竹县                                                                         |                                   | 枢纽                                       | 红花湾枢纽       | 包茂高速                    |                          |
| 四川省 达州市 大竹县                                                                         |                                   | 出入口                                     | 大竹杨家         | 168县道                     |                          |
| 四川省 达州市 大竹县                                                                         |                                   | 停车场 · 飲料小吃                          | 杨家停车区       | 杨家停车区                  |                          |
| 四川省 达州市 渠县                                                                           |                                   | 出入口                                     | 賨人谷           | 临賨快速路                  |                          |
| 四川省 达州市 渠县                                                                           |                                   | 出入口                                     | 渠县             | 渠县                        |                          |
| 四川省 达州市 渠县                                                                           |                                   | 停车场 · 加油设施 · 修车站 · 餐厅          | 渠县服务区       | 渠县服务区                  |                          |
| 四川省 达州市 渠县                                                                           |                                   | 出入口                                     | 渠县静边         | 静渠路                      |                          |
| 四川省 南充市 营山县                                                                         |                                   | 停车场 · 飲料小吃                          | 四喜停车区       | 四喜停车区                  |                          |
| 四川省 南充市 营山县                                                                         |                                   | 出入口                                     | 营山小桥         | 305省道                     |                          |
| 四川省 南充市 营山县                                                                         |                                   | 枢纽                                       | 营山望龙枢纽     | 银昆高速                    |                          |
| 四川省 南充市 营山县                                                                         |                                   | 停车场 · 加油设施 · 修车站 · 餐厅          | 营山服务区       | 营山服务区                  |                          |
| 四川省 南充市 营山县                                                                         |                                   | 出入口                                     | 营山             | 顺蓬营一级公路              |                          |
| 四川省 南充市 蓬安县                                                                         |                                   | 出入口                                     | 蓬安             | 燕山大道                    |                          |
| 四川省 南充市 蓬安县                                                                         |                                   | 出入口                                     | 蓬安利溪         | 蓬安利溪                    |                          |
| 四川省 南充市 高坪区                                                                         |                                   | 停车场 · 飲料小吃                          | 高坪停车区       | 高坪停车区                  |                          |
| 四川省 南充市 高坪区                                                                         |                                   | 枢纽                                       | 辜家沟           | 南充第二绕城高速            |                          |
| 四川省 南充市 高坪区                                                                         |                                   | 出入口                                     | 高坪东           | 高坪东                      |                          |
| 四川省 南充市 高坪区                                                                         |                                   | 枢纽 · 主线出入口                          | 谭家沟枢纽       | 沪蓉高速                    |                          |
| 1.000 英里 = 1.609 千米；1.000 千米 = 0.621 英里 并行路段 • 已关闭／取消 • 限制进入 • 未开放 |                                   |                                            |                  |                             |                          |